# شارقنج (ألقورات)
شارقنج (بالفارسية: شارقنج) هي مستوطنة تقع في إيران في قسم ألقورات الريفي. يقدر عدد سكانها بـ 84 نسمة .